# Bernard Chevalier
Pour les articles homonymes, voir Chevalier.
Bernard Chevalier, né le 12 décembre 1923 à Loudun et mort le 30 novembre 2019 à Tours, est un historien français, spécialiste des villes à la fin du Moyen Âge et en particulier de celle de Tours.
Il effectue sa carrière à l'université de Tours, qu'il préside de 1973 à 1976.

## Biographie
Bernard Chevalier est né le 12 décembre 1923 à Loudun,.  Il est issu d'une famille originaire de Sepmes, en Indre-et-Loire ; son arrière-grand-père René Chevalier a été maire de cette commune de 1865 à 1876. Bernard Chevalier, héritier de la demeure familiale y revient régulièrement. Il fait des études d'histoire à la Sorbonne et obtient l’agrégation d’histoire en 1947.

### Universitaire
En 1956, il devient assistant en histoire du Moyen Âge à la faculté des lettres de Poitiers. À partir de 1964, il effectue sa carrière universitaire à Tours. Il est d'abord chargé d’enseignement au Collège littéraire universitaire de Tours, qui devient en 1966 une faculté des lettres et sciences humaines et donne naissance à l'université de Tours en 1970. Professeur des universités en histoire médiévale, il est président de l’université François-Rabelais de Tours de 1973 à 1976.
Avec sa collègue Christiane Deluz, il dirige le mémoire de maîtrise, soutenu en 1988, puis le DEA et la thèse d'histoire médiévale de Philippe Maurice, alors détenu et ancien condamné à mort. Pour suivre le travail de leur élève, ils se déplacent en prison, au centre pénitentiaire de Moulins. Ils organisent la soutenance de la thèse d'histoire de Philippe Maurice à l'université de Tours en 1995 et agissent ensuite pour obtenir sa libération conditionnelle,,.
Bernard Chevalier meurt le 30 novembre 2019 à Tours,.

### Historien

#### Histoire urbaine
Bernard Chevalier soutient sa thèse en 1972 à l'Université Paris-Sorbonne et obtient le titre de docteur es-lettres avec mention très honorable,. Cette thèse est publiée en 1975 sous le titre Tours, ville royale (1356-1520). La période étudiée débute par la réunion dans la même enceinte des deux noyaux urbains de Tours et se termine par le départ de la cour royale, qui retourne vers Paris. Bernard Chevalier décrit les transformations de la ville, qui passe du statut de « bonne ville » à celui de « capitale »,,,,. Cet ouvrage reçoit le Prix Gobert décerné par l'Académie des inscriptions et belles-lettres. 
Bernard Chevalier publie en 1982 un ouvrage de synthèse consacré aux bonnes villes en France. Il y met notamment en avant les aspects démographiques. 
En 1985, Bernard Chevalier dirige la publication d'une Histoire de Tours primée par l'Académie française. Ce volume est salué comme « une grande réussite ». Selon Jean-Pierre Leguay, « Il nous a semblé que ce volume était un des meilleurs d'une collection connue pour sa qualité et sa diversité. ».

#### Autres ouvrages
Bernard Chevalier dirige différents ouvrages collectifs couvrant la fin du Moyen Âge et les débuts de la Renaissance, sur l'anthoponymie, les réformes religieuses,, et la France. 
En 2005, il publie une biographie du cardinal Guillaume Briçonnet récompensée par une médaille de l'Académie des inscriptions et belles-lettres. Selon Cédric Michon, « le livre de Bernard Chevalier est un ouvrage important, informé, solide et très utile ». 

### Humaniste
Bernard Chevalier met ses convictions chrétiennes au service de plusieurs mouvements humanitaires. Il est, en 1971, cofondateur de la communauté Emmaüs en Touraine et devient, par la suite, secrétaire national du mouvement Emmaüs en France. Il s'implique, de 1953 à 1979, dans le mouvement Pax Christi et siège au conseil d'administration d'Habitat et Humanisme.
À partir des années 1950, il milite au sein du syndicat général de l'Éducation nationale CFDT.

## Prix et hommage
- Prix Gobert 1978 de l'Académie des inscriptions et belles-lettres pour son ouvrage Tours, ville royale (1356-1520)[14].
- Prix Yvan-Loiseau 1986 de l'Académie française pour son ouvrage Histoire de Tours[16].
- Médaille du concours des Antiquités de la France 2007 pour son ouvrage Guillaume Briçonnet[24].
- Mélanges : Monique Bourin (dir.), Villes, bonnes villes, cités et capitales : Études d'histoire urbaine (XIIe – XVIIIe siècle) offertes à Bernard Chevalier, Tours, Publications de l'université de Tours, 1989, 419 p.[27],[28]

## Principales publications

### Ouvrages personnels
- L'Occident de 1280 à 1492, Paris, Armand Colin, 1969 (ISBN 9782200312275, lire en ligne).
- Tours, ville royale (1356-1520) : Origine et développement d'une capitale à la fin du Moyen Âge, Paris-Louvain, Vander-Nauwelaerts, coll. « Publications de la Sorbonne / N. S. Recherches » (no 14), 1975, 634 p.[9],[10],[11],[12],[13].
- Les bonnes villes de France du XIVe au XVIe siècle, Paris, Aubier, coll. « Collection historique », 1982, 346 p. (ISBN 9782700702910, lire en ligne)[15].
- Guillaume Briçonnet (v. 1445-1514) : Un cardinal-ministre au début de la Renaissance, Rennes, Presses universitaires de Rennes, coll. « Histoire », 2005, 446 p. (ISBN 2753501556)[24],[25].

### Direction d'ouvrages collectifs
- Bernard Chevalier (dir.), Histoire de Tours, Toulouse, Privat, coll. « Univers de la France et des pays francophones », 1985, 423 p.[17],[18].
- Bernard Chevalier et Philippe Contamine (dir.), La France de la fin du XVe siècle : Renouveau et apogée, Paris, Éditions du CNRS, coll. « Colloques internationaux du CNRS », 1985, 394 p. (ISBN 9782222036128, lire en ligne)[23].
- Bernard Chevalier et Robert Sauzet (dir.), Les Réformes, enracinement socio-culturel : XXVe colloque international d'études humanistes. Tours, 1er- 13 juillet 1982, Paris, Éditions de La Maisnie, 1985, 452 p. (ISBN 9782857071686)[20],[21],[22].
- Bernard Chevalier et Monique Bourin (dir.), Genèse médiévale de l'anthroponymie moderne. : Études d'anthroponymie médiévale (Ie et IIe rencontres, Azay-le-Ferron), Tours, Publications de l'université de Tours, 1989, 251 p.[19].
- Bernard Chevalier (éd.), Les pays de la Loire moyenne dans le Trésor des chartes : Berry, Blésois, Orléanais, Touraine, 1350-1502 (Archives nationales, JJ 80-235), Paris, Editions du C.T.H.S, coll. « Collection de documents inédits sur l'histoire de France, Section d'histoire médiévale et de philologie / série in-8° » (no 22), 1993, 644 p.[29],[30].